# Test cenové citlivosti
Test cenové elasticity vznikl v Holandsku, proto se někdy nazývá také Holandský test cenové citlivosti. Test cenové citlivosti byl v sedmdesátých letech zkonstruován jako technika, která má za cíl optimalizaci cenové politiky. Výsledkem pak je optimální cenový bod nebo optimální cenové rozpětí.

## Hlavní výhody testu cenové citlivosti
Hlavními výhodami testu cenové citlivosti jsou:
- Zjištění postavení produktu v konkurenčním poli z hlediska ceny
- Zjištění současné vnímané cenové hladiny produktu
- Zjištění reakcí cílové skupiny na změny ceny již zavedeného produktu
- U nového produktu napomáhá stanovit optimální cenu

## Test cenové elasticity
Test klade respondentům čtyři jednoduché otázky.
1. Při jaké ceně vám bude výrobek připadat jako levný?
2. Při jaké ceně vám bude výrobek připadat jako drahý?
3. Při jaké ceně vám bude výrobek připadat tak drahý, že si jej v žádném případě nekoupíte?
4. Při jaké ceně vám bude výrobek připadat tak levný, že budete pochybovat o jeho kvalitě?

Respondenti vybírají k hodnocení ceny odpovědi ze seznamu alespoň třiceti hodnot. Hodnoty se následně vzestupně nebo sestupně uspořádají do cenové škály. Cenová škála má být dostatečně široká z toho důvodu, aby se nikdo z dotazovaných necítil limitován.
K vyhodnocení bereme v potaz pouze odpovědi těch, kteří odpověděli na všechny čtyři položené otázky. Ze získaných hodnot vytvoříme graf podle odpovědí a kumulativní četnosti odpovědí.

## Grafické znázornění
Na x-ovou osu budeme vynášet cenu a na y-ovou osu budeme vynášet kumulativní četnost.

## Vyhodnocení grafu
OCB – optimální cenový bod, při kterém stejný počet lidí považuje produkt za příliš drahý a příliš levný. V tomto rozmezí je maximalizovaná skupina zákazníků, kteří ji považují za akceptovatelnou, z tohoto důvodu bývá tato cena často doporučována při výstupech testu cenové citlivosti.
ICB – indiferenční cenový bod, ve kterém je podíl těch, kteří považují produkt za levný, stejný, jako těch, pro které je cena příliš vysoká. Ke vztahu k trhu je tato cena považována jako standardní. Bývá to cena lídra nebo průměrná cena v daném odvětví.
BML – bod marginální levnosti, při kterém stejný počet lidí považuje produkt za příliš levný a drahý. Pokud by cena byla nižší, tak by byl poměr těch, kterým přijde cena příliš levná, by byl větší, než těch, pro které cena levná není.
BMD – bod marginální drahoty, při kterém stejný počet lidí považuje produkt za levný a příliš drahý. Pokud by cena byla vyšší, tak by se zvýšil poměr těch, pro které by byla cena příliš vysoká.

## Příklad

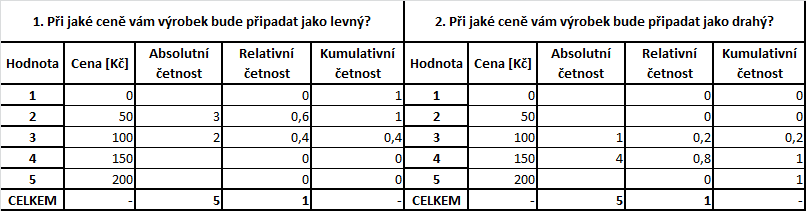
Test cenové citlivosti

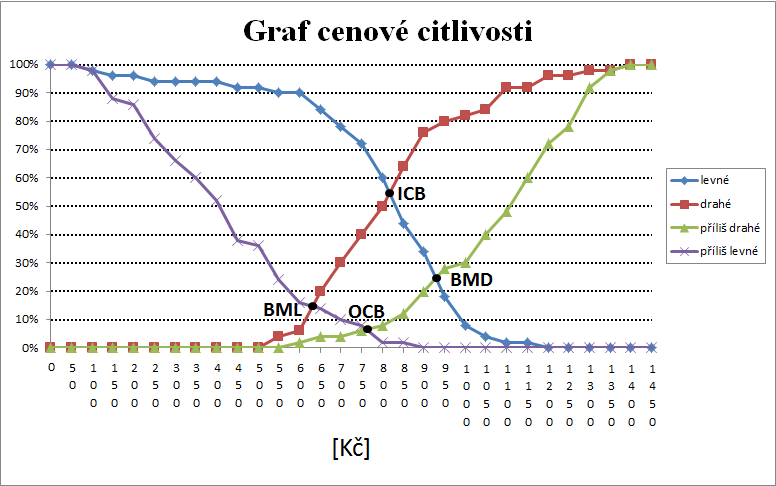
Test cenové citlivosti

Graf cenové citlivosti je sestavován prostřednictvím tří hodnot:
- absolutní četnost - počet odpovědí respondentů pro danou hodnotu
- relativní četnost - absolutní četnost / celkový počet odpovědí
- kumulativní četnost - 1 - relativní četnost předcházející hodnoty (u 1. a 4. otázky počítáno od shora dolů, u 2. a 3. otázky počítáno od zdola nahoru),

Na základě získaných dat jsou vypočítány hodnoty kumulativní četnosti, které jsou zaneseny do grafu, prostřednictvím kterého můžeme posoudit citlivost zákazníků na ceny.
Z uvedeného grafu lze pozorovat, že test cenové citlivosti byl proveden v minimálním doporučeném rozsahu 30 položek, pohybujících se od 0 do 1450 Kč v krocích po 50 Kč. Průsečíky jednotlivých křivek jsou pak označeny výše zmíněnými zkratkami, přičemž každý průsečík má rozdílnou vypovídací hodnotu, napomáhající stanovit vhodnou cenu výrobku či služby.